# Road to the Horizon
Road to the Horizon – trzeci album studyjny grupy muzycznej Guess Why.

## Lista utworów
1. Take It On - 5:22
2. Say (It's Not So) – 4:53
3. Die at 7 (Timothy) – 5:33
4. Away - 5:22
5. Plush Park - 4:12
6. King Of Me - 2:23
7. Always Ready To Go Mad - 7:58
8. Swallowed The Sun - 8:45
9. I Want You - 5:43

## Twórcy
- Przemysław "Perła" Wejmann – wokal, gitara, teksty
- Paweł "Paulus" Czubek – gitara basowa
- Piotr "Piciu" Przybylski – klawisze, chórki
- Roman "Kostek" Kostrzewski – perkusja